# لوكا كاستيلازي
لوكا كاستيلازي (بالإيطالية: Luca Castellazzi)‏ (مواليد 19 يوليو 1975 في جورجونزولا - إيطاليا) لاعب كرة قدم إيطالي يلعب حاليا لصالح نادي الدرجة الأولى إنتر ميلان الإيطالي منذ 2010 في مركز حارس مرمى .

## روابط خارجية
- لوكا كاستيلازي على موقع الاتحاد الدولي (مؤرشف)  (الإنجليزية)
- لوكا كاستيلازي على موقع قاعدة بيانات كرة القدم.إي يو (الإنجليزية)
- لوكا كاستيلازي على موقع Soccerbase.com (لاعب) (الإنجليزية)
- لوكا كاستيلازي على موقع Soccerway.com (الإنجليزية)
- لوكا كاستيلازي على موقع عالم كرة القدم.نت (الإنجليزية)
- لوكا كاستيلازي على موقع كووورة
- لوكا كاستيلازي على موقع AS.com (الإسبانية)